# جيم جدعون
جيم جدعون (بالإنجليزية: Jim Gideon)‏ هو لاعب كرة قاعدة أمريكي، ولد في 26 سبتمبر 1953 في تايلور في الولايات المتحدة.

## وصلات خارجية
- جيم جدعون على موقعبيزبول رفرنس.كوم (الدوري الرئيسي) (الإنجليزية)
- جيم جدعون على موقعبيزبول رفرنس.كوم (الدوري الثانوي) (الإنجليزية)